# Football Manager (Sports Interactive)
Football Manager ist eine Fußball-Manager-Simulation, die seit 2004 durch das Entwicklerstudio Sports Interactive entwickelt und durch den Publisher Sega veröffentlicht wird.
Das Vorgängerprodukt war der von Eidos Interactive entwickelte Championship Manager, im deutschsprachigen Raum auch als Meistertrainer bekannt. Im Vergleich zum Championship Manager 4 änderte sich dabei nur der Name, da die Namensrechte weiterhin bei Eidos lagen. In Nordamerika wurde das Spiel zwischen 2004 und 2008 als Worldwide Soccer Manager verkauft. Seit dem Football Manager 2010 wird das einheitliche Label Football Manager benutzt.
Im Gegensatz zum im Jahr 2013 eingestellten Fußball Manager von Electronic Arts hat der Spieler im Football Manager einen weitaus geringeren Einfluss auf die Infrastruktur, Ticketpreise oder Verhandlungen mit Sponsoren. Das Spiel legt seinen Fokus auf die Aufgaben eines Teammanagers aus dem englischsprachigen Raum. Dazu gehören insbesondere Inhalte wie die taktische Ausrichtung, Training, Transfers, Vertragsverhandlungen und die Anstellung neuer Mitarbeiter für den Trainerstab.
Die neueste Version mit dem Titel Football Manager 2024 wurde am 6. November 2023 veröffentlicht.

## Datenbank
Die Datenbank des Spiels wird seit Jahrzehnten gepflegt und enthält Informationen zu ungefähr 800.000 Personen. Dazu zählen unter anderem Spieler, Funktionäre und auch Journalisten. An der Erstellung der Datenbank sind sowohl die Entwickler von Sports Interactive als auch sogenannte Researcher beteiligt. Diese Researcher werden in Head Researcher und Assistant Researcher unterteilt. Diese stehen nicht bei Sports Interactive unter Vertrag, sondern leisten die nötigen Recherchearbeiten auf freiwilliger Basis. Während ein Head Researcher für eines oder mehrere Länder zuständig ist, kümmert sich ein Assistant Researcher um die Daten einzelner Vereine. Laut Sports Interactive können diese Positionen von Personen mit verschiedenen Qualifikationen ausgefüllt werden. So ist es bereits vorgekommen, dass aktive Spieler, Trainer oder Scouts die Daten ihrer jeweiligen Vereine gepflegt haben. Auch ist es möglich, dass Personen ohne professionellen Hintergrund die Daten ihres Lieblingsvereins pflegen.

## Versionen

### Football Manager 2008
Der Football Manager 2008 für PC und Mac erschien am 18. Oktober 2007 in Europa sowie am 23. Oktober 2007 in Amerika.
Eine Xbox-360-Umsetzung erschien im März 2008.
In den ersten zwölf Wochen seit Release stand der Football Manager 2008 in jeder Woche mindestens auf Platz 3 der UK-Verkaufscharts, davon sechs Wochen auf Platz 1, und bestätigt damit seinen Status als erfolgreichste Fußballmanagementsimulation in Großbritannien.

### Football Manager 2009
Erschienen am 14. November 2008 wartete der Football Manager 2009 gegenüber seinen Vorgängern mit einer grundlegenden Neuerung auf, der 3D-Ansicht. Statt der bisher verfügbaren 2D-Ansicht und der textbasierten Ansicht konnte man das Spielfeld und die Spieler erstmals in einem dreidimensionalen Modell verfolgen. Ein Wechsel zwischen den Perspektiven war jederzeit möglich. Weitere Neuerungen waren weibliche Personen im Spiel (z. B. Trainerinnen) sowie das neue Pressekonferenz-Modul.
Auch war es dank der Kooperation mit der DRM-Vertriebsplattform Steam erstmals möglich, den Football Manager ohne DVD zu installieren und zu spielen. Allerdings sorgte die alternative Online- bzw. Telefonaktivierung über Uniloc für zahlreiche Probleme auf Seiten der Kunden.

### Football Manager 2010
Am 30. Oktober 2009 erschien der Football Manager 2010 in Europa zunächst für den PC und Mac sowie eine Version für die PlayStation Portable (PSP) unter dem Namen Football Manager Handheld 2010.
Neben der Überarbeitung der 3D-Matchengine gab es vor allem eine wesentliche Neuerung: Im Football Manager 2010 gab es erstmals die Möglichkeit, Wettbewerbe außerhalb der offiziell spielbaren Ligen freizuschalten und zu editieren. So ist es zum Beispiel möglich, Deutschland statt bis zur 3. Liga bis hinunter zu den Ober- und sogar Verbandsligen spielbar zu machen.

### Football Manager 2011
Der Nachfolger des Football Manager 2010 wurde am 5. November 2010 (wie schon bisher für PC und Mac) veröffentlicht. Eine Version für die PSP folgte am 26. November 2010.
Zu den wesentlichsten Neuerungen zählte die Einführung von Spieleragenten im Zuge von Vertragsverhandlungen.

### Football Manager 2012
Der Football Manager 2012 erschien am 21. Oktober 2011. Zu den Neuerungen zählten zum Beispiel zwei neue Kameraeinstellungen während der 3D-Ansicht. Ein weiteres neues Feature war die Möglichkeit, spielbare Ligen im Spielverlauf jederzeit zu aktivieren bzw. wieder zu deaktivieren. Auch wurde der Interaktionsbereich überarbeitet, so dass nun verschiedene Töne für Spieleransprachen und dergleichen verwenden konnten.
Die Aktivierung des Football Manager 2012 war nunmehr nur noch über Steam möglich. Andere Möglichkeiten der Aktivierung entfielen.

### Football Manager 2013
Der Football Manager 2013 erschien weltweit am 2. November 2012. Im Vorfeld konnten Vorbesteller eine Beta-Version spielen, die bis auf wenige Zusatzprogramme bereits den gleichen Umfang wie das Hauptspiel besaß. Der FM 2013 wartete mit zahlreichen Neuerungen auf. So wurde die Matchengine generalüberholt und mit über 100 neuen Animationen versehen, die das Spielgeschehen noch realistischer darstellen sollen. Das Training wurde ebenfalls überarbeitet und vereinfacht, zudem haben Teams nun die Möglichkeit, in Trainingscamps zu fahren. Ebenfalls neu war die Einführung von neuen Rollen bei den Mitarbeitern. Hier wurde beispielsweise der Sportdirektor eingeführt, dem man als menschlicher Trainer all die Aufgaben überlassen kann, die eher administrativer Art (z. B. Verträge verlängern, Spieler verpflichten) entsprechen.
Die größte Neuerung stellte sicherlich die Einführung eines neuen Modus dar. Der Football Manager Classic erlaubte es dem Spieler, eine Saison schneller zu absolvieren, da er über eine vereinfachte Oberfläche verfügt und auf viele Details des Hauptspiels verzichtet. Dieser Modus nutzt die gleiche Datenbank und auch dieselbe Matchengine des Hauptspiels. Daneben gab es mit den sogenannten Challenges vordefinierte Herausforderungen, die der Spieler meistern konnte (z. B. eine Saison lang ungeschlagen zu bleiben).
Zum ersten Mal setzte Sports Interactive auf im Spiel freischaltbare Features (sogenannte Unlockables). So bescherte beispielsweise das erfolgreiche Absolvieren einer Challenge dem Spieler ein Unlockable, das im Football Manager Classic verwendet werden kann, wie das Aufheben von Arbeitserlaubnissen oder das Generieren eines enormen Transferbudgets. Der Spieler konnte diese Unlockables zudem käuflich erwerben, was mehr oder weniger der Einführung von Mikrotransaktionen entspricht.
Zu guter Letzt griff man die früher entwickelte Idee des Football Manager Live auf und gab den Spielern im Online-Modus die Möglichkeit, sich ein Team aus Spielern aus der Datenbank zusammenzustellen, um dann diese Mannschaften in Spielen gegeneinander antreten zu lassen. Der gesamte Online-Bereich war mittlerweile vollständig mit Steam verknüpft worden, um die Kompatibilität unter den einzelnen Spielern erheblich zu erhöhen.
Die internationale Kritik zum Football Manager 2013 war überwiegend positiv.

### Football Manager 2014
Für den 31. Oktober 2013 wurde die Veröffentlichung des nächsten Teils der Serie angekündigt. Erstmals wird das Spiel auch auf Linux verfügbar sein. Des Weiteren wird eine Version des Spiels unter dem Namen Football Manager Classic 2014 erstmals für die PlayStation Vita verfügbar sein. Die weitere Einbindung in das Steam-Netzwerk schreitet ebenfalls voran. So können Spielstände nun online in der Steam Cloud gespeichert werden und im Steam Workshop können Nutzer ihre eigenen Grafiken, Ligenerweiterungen oder Challenges anderen Nutzern zum Download bereitstellen.
Das Transferverhalten wurde neu geschrieben und hält nun zahlreiche Klauseln bereit, die auch auf dem realen Transfermarkt immer wieder zu beobachten sind (beispielsweise ein Kauf eines Spielers mit sofortiger Rückleihe an den abgebenden Verein). Auch die Match Engine hat weitere Veränderungen erfahren und wurde um neue Animationen und realistischere Spielerbewegungen erweitert. Im Taktikbereich wurde der Fokus noch stärker auf Spieler und deren Rollen gelegt. So gibt es weitere Rollen wie zum Beispiel den Schattenstürmer oder die falsche Neun – Bezeichnungen, die in der modernen Taktik- und Trainingslehre inzwischen gang und gäbe sind.
Standardmäßig spielbar sind 117 Ligen in 51 Nationen. Weitere Ligen können jedoch durch den um viele Funktionen erweiterten Editor aktiviert werden. So können beispielsweise die deutschen Regionalligen spielbar gemacht werden.

### Football Manager 2015
Die Version wurde am 7. November 2014 veröffentlicht und enthielt unter anderem 2000 neue Animationen.

### Football Manager 2016
Die 2016er-Version erschien am 13. November 2015. Neu waren die Modi „Create a Club“ und Fantasy Draft. Der Spieler kann ebenfalls das Aussehen des Trainers auf dem Platz verändern.

### Football Manager 2017
Die 2017er-Version wurde am 4. November 2016 veröffentlicht. Neu waren Social-Media-Kommentare der Fans nach Spielen.

### Football Manager 2018
Die 2018er-Version enthält 147 Ligen und über 2500 spielbare Klubs. Veröffentlicht wurde sie am 10. November 2017.

### Football Manager 2019
Die 2019er Version erschien am 2. November 2018 und ist erstmals wieder in Deutschland offiziell erschienen. Dazu wurden sowohl die 1. als auch die 2. Bundesliga lizenziert.
Das Spiel ist für Windows PC als auch für macOS erscheinen.
Wie in den letzten Jahren üblich ist zeitgleich die Touch-Version für mobile Endgeräte (iOS & Android) erschienen. Die Nintendo Switch erschien am 27. November 2018.
Die Rezensionen für den Football Manager 2019 waren überwiegend positiv. Der Kicker lobte die Spieltiefe, kritisierte aber vor allem die Grafik. Die GameStar lobte unter anderem die Komplexität des Spiels, glaubwürdig simulierte 3D-Spiele und den allgemein hohen Realismus von Football Manager. Genau wie der Kicker kritisierte auch GameStar die Präsentation. Die Computer Bild bewertete die Trainersimulation mit der Note 1,9.

### Football Manager 2020
Die 2020er Version wurde am 18. November 2019 veröffentlicht. Zu den Neuerungen zählten vor allem eine verbesserte Grafik sowie Überarbeitungen des Leistungszentrums.

### Football Manager 2021
Sports Interactive veröffentlichte Football Manager 2021 am 24. November 2020. Erstmals seit 2007 erschien das Spiel am 1. Dezember auch als Xbox-Edition.

### Football Manager 2022
Der Football Manager 2022 erschien am 9. November 2021 für PC, Xbox One und Xbox Series X/S.

### Football Manager 2023
Der Football Manager 2023 erschien am 8. November 2022 für PC, Xbox One und Xbox Series X/S. Für die PS5 erschien das Spiel aufgrund „unvorhersehbarer Komplikationen“ erst am 1. Februar 2023. Erstmals wurden auch die Lizenzen für die Champions League, die Europa League, die Conference League und den Super Cup von der UEFA erworben.

### Football Manager 2024
Am 6. November 2023 erschien der Football Manager 2024. Hinzugekommen sind unter anderem neue und verbesserte Animationen für den 3D-Spielmodus sowie Änderungen an Taktiken und Transfers.

### Football Manager 2025 (eingestellt)
Der geplante Titel Football Manager 25, der als erster Serienteil die Unity-Spiel-Engine verwenden sollte, war ursprünglich für die Veröffentlichung Anfang November 2024 vorgesehen, wurde jedoch auf Ende November verschoben, und kurz danach auf März 2025. Schließlich wurde der Teil im Februar 2025 komplett eingestellt, um sich auf die Entwicklung von Football Manager 26 zu konzentrieren.
Das Spiel sollte das Seriendebüt des Frauenfußballs bieten. Mehrere Funktionen sollten jedoch zumindest für diese Version gestrichen werden – u. a. das Trainieren von Nationalteams, das Erstellen eines eigenen Vereins, Rufe an der Seitenlinie, soziale Medien im Spiel, Versus-Modus, Herausforderungs-Modus und Fantasy-Draft. Ziel der Streichungen war, das Veröffentlichungsdatum einzuhalten, mit dem Versprechen, dass die meisten Funktionen in zukünftigen Teilen zurückkehren würden.

## Weitere Spiele

### Football Manager Live
Am 20. April 2007 kündigte SI Games ein Fußballmanager-MMORPG namens Football Manager Live an.
Der Spieler konnte sich darin sein eigenes Team aus einer Auswahl von allen in der Datenbank des Football Manager enthaltenen Spielern zusammenstellen und mit diesem Team Spiele gegen andere menschliche Trainer im Stile von Hattrick austragen.
Das Spiel erschien im November 2008 und war nur in englischer Sprache verfügbar. Das Projekt wurde im Mai 2011 eingestellt.

### Football Manager Touch
Seit dem 2015er-Update liefert Sports Interactive mit der PC-Version immer die leicht angepasste „Touch“-Version mit. Es handelt sich hierbei um eine Anpassung speziell für Smartphones und Tablets. Die Version kann auch am PC gespielt werden. Neben einer Anpassung der Steuerung wurde auch das Spiel selbst an einigen Stellen vereinfacht. Außerdem können nur bis zu drei Nationen als spielbar eingestellt werden. Außerdem gibt es z. B. kein detailliertes Einzeltraining mehr, nur noch minimale Interaktion mit den Spielern oder Medien und auch keine Halbzeitansprachen. Die Version richtet sich daher mehr an Einsteiger oder Spieler, die ein schnelleres Spiel bevorzugen.

## Football Manager im deutschsprachigen Raum
Im deutschsprachigen Raum konnte der Football Manager aufgrund von Exklusivrechten, welche die DFL an EA Sports vergeben hat, zwischen 2006 und 2018 nicht vertrieben werden. Seit der Veröffentlichung des Football Manager 2019 darf das Spiel auch in Deutschland verkauft werden.

## Einfluss
Die Datenbank der Football-Manager-Reihe wird in der Realität von einigen Fußballvereinen für die Rekrutierung möglicher Neuzugänge genutzt. So schloss das Entwicklerstudio Sports Interactive im Jahr 2008 eine Abmachung mit dem englischen Profiverein FC Everton. Diese erlaubt es dem Verein, mögliche Neuzugänge und gegnerische Mannschaften zu scouten. Darüber hinaus profitieren weitere Vereine, darunter auch einige Topklubs der englischen Premier League, von der Datenbank der Spielereihe. So enthält die von den Vereinen genutzte Analyseplatform Prozone Recruiter Daten des Football Manager.
Das Spiel wird auch von ehemaligen und aktuellen Fußballern genutzt. So machten der englische Nationalspieler Joey Barton und Ole Gunnar Solskjær, früherer Spieler von Manchester United, vom Spiel Gebrauch, um sich auf ihre Trainerkarriere vorzubereiten. Zu regelmäßigen Spielern zählen unter anderem Gaël Clichy, Yohan Cabaye und der französische Weltmeister Antoine Griezmann.
Vor einem Freundschaftsspiel zwischen der italienischen und englischen Nationalmannschaft im Jahr 2000 fragte der damalige italienische Nationaltrainer Giovanni Trapattoni seine Spieler, was sie über ihre teilweise unbekannten Gegenspieler wüssten. Laut Miles Jacobson, dem leitenden Entwickler von Sports Interactive, habe sein Mittelfeldspieler Demetrio Albertini daraufhin das damals noch als Championship Manager bekannte Spiel geladen und Trapattoni folglich über die Stärken und Schwächen der Spieler unterrichtet. Auch André Villas-Boas gab zu, das Spiel in seiner Zeit als Chefscout des FC Chelsea genutzt zu haben, um das Potenzial von Spielern zu beurteilen.
Im November 2012 beförderte der FK Baku den zuvor als Berater angestellten Betriebswirt Vugar Huseynzade zum Sportdirektor der ersten Mannschaft. Er hatte noch nie zuvor eine vergleichbare Position inne, spielte aber seit seiner Kindheit den Football Manager. Besondere Bekanntheit erlangte diese Personalentscheidung, nachdem zahlreiche Medien darüber berichteten. Jedoch waren diese Berichte häufig fehlerhaft; so wurde behauptet, Huseynzades Erfahrung mit dem Football Manager sei der Grund für seine Beförderung gewesen. Auch wurde fälschlicherweise berichtet, er sei zum Trainer berufen worden.
Im Juni 2024 kündigte die FIFA an, dass im Rahmen der E-Sport-Turnierserie FIFAe World Cup ein Football-Manager-Turnier unter dem Titel FIFAe World Cup of Football Manager stattfinden würde. Bei diesem Turnier war ein Preisgeld von 100.000 US-Dollar vorgesehen. Im Finale am 1. September 2024 gewann der Indonesier Ichsan Taufiq gegen den Deutschen Sven Goly.